# Liste der Baudenkmäler in Ismaning

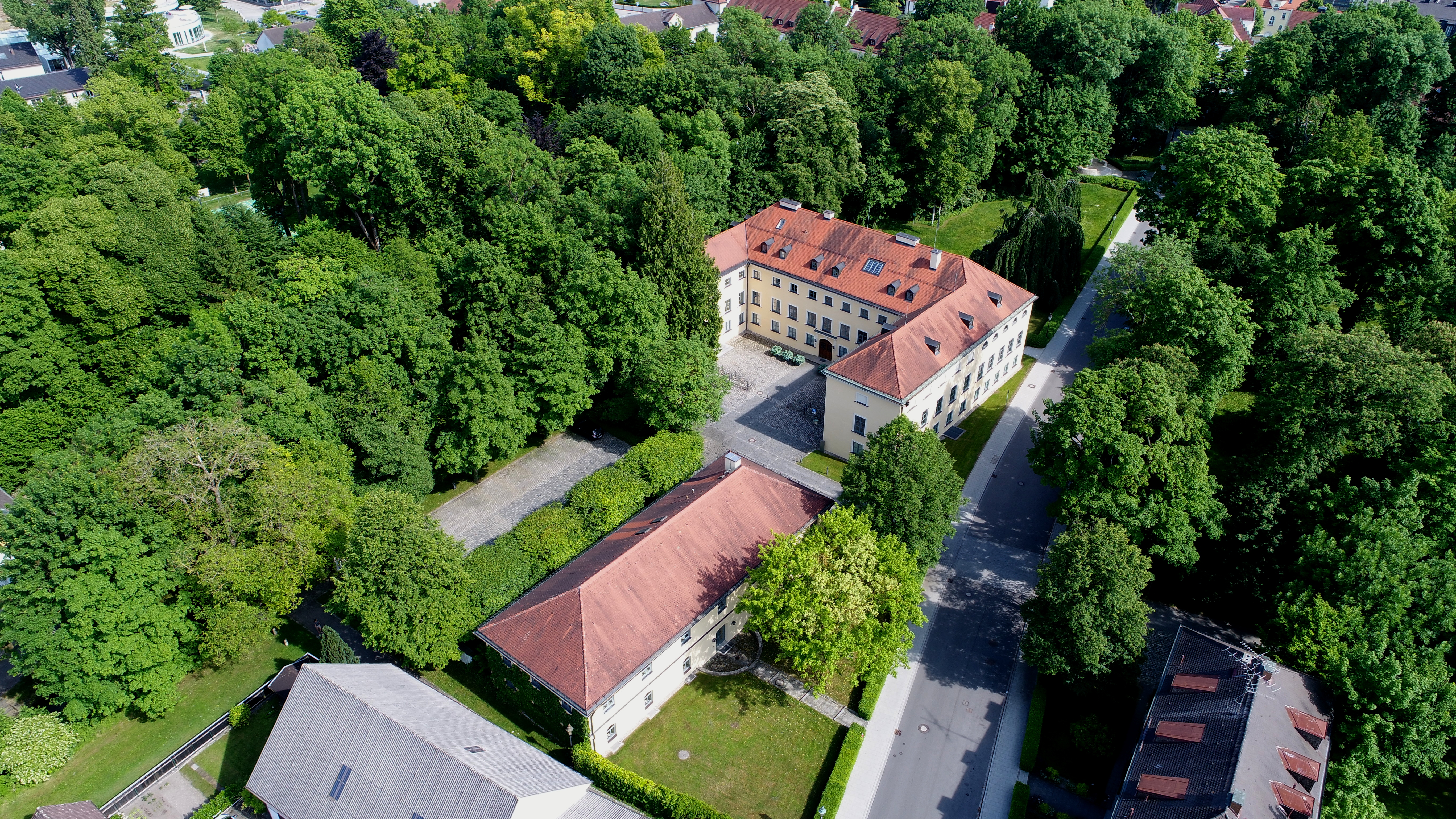
Blick auf Schloss Ismaning

Auf dieser Seite sind die Baudenkmäler in der oberbayerischen Gemeinde Ismaning zusammengestellt. Diese Tabelle ist eine Teilliste der Liste der Baudenkmäler in Bayern. Grundlage ist die Bayerische Denkmalliste, die auf Basis des Bayerischen Denkmalschutzgesetzes vom 1. Oktober 1973 erstmals erstellt wurde und seither durch das Bayerische Landesamt für Denkmalpflege geführt wird. Die folgenden Angaben ersetzen nicht die rechtsverbindliche Auskunft der Denkmalschutzbehörde.

## Baudenkmäler
| Lage                                                                           | Objekt                                                                      | Beschreibung | Akten-Nr.              | Bild           |
| ------------------------------------------------------------------------------ | --------------------------------------------------------------------------- | --- | ---------------------- | -------------- |
| An der Torfbahn 3 (Standort)                                                   | Verwalter- und Arbeiterwohnhaus, sogenannt Beim Torfbahnhof                 | Ehemals zum Schloss gehörend, zweigeschossiger ungegliederter Walmdachbau, um 1815 | D-1-84-130-9           | weitere Bilder |
| An der Torfbahn 10 (Standort)                                                  | Alter Friedhof                                                              | 1873 neu angelegter Friedhof mit Grabmälern des frühen 20. Jahrhunderts Leichenhalle, spätklassizistischer Bau mit Vorhalle und Walmdach mit Dachreiter, letztes Viertel 19. Jahrhundert Friedhofskreuz auf Postament mit Marmortafel, bezeichnet mit „1873“ | D-1-84-130-30          | weitere Bilder |
| Dorfstraße 2 (Standort)                                                        | Hofkapelle                                                                  | Kleiner Massivbau, um 1800 | D-1-84-130-1           | weitere Bilder |
| Freisinger Straße (Standort)                                                   | Kilometerstein                                                              | Mit Entfernungsangaben nach München und Freising, um 1900 | D-1-84-130-2           | weitere Bilder |
| Gottfried-Ziegler-Straße 6 (Standort)                                          | Pfarrhaus                                                                   | Zweigeschossiger Satteldachbau mit hohem Schweifgiebel, Erker und Zwerchhaus, in neubarocken Formen, 1907 Nebengebäude, kubischer Putzbau mit Zeltdach, gleichzeitig Einfriedung, massiv, gleichzeitig | D-1-84-130-3           | weitere Bilder |
| Hauptstraße 20 (Standort)                                                      | Wohnteil des Bauernhauses, sogenannt Beim Schader                           | Zweigeschossiger Satteldachbau mit reichen Putz- und Stuckgliederungen, bezeichnet mit „1901“ | D-1-84-130-4           | weitere Bilder |
| Kirchplatz (Standort)                                                          | Kriegerdenkmal zur Erinnerung an die Gefallenen der Kriege 1866 und 1870/71 | Obelisk aus Granit auf hohem Postament, errichtet 1899 | D-1-84-130-6           | weitere Bilder |
| Kirchplatz 1 (Standort)                                                        | Katholische Pfarrkirche St. Johann Baptist                                  | Zentralbau mit Pultdach, von Adolf und Helga Schnierle, 1974/75, angeschlossen an den als Hofraum umgestalteten neuromanischen Vorgängerbau von Hans Schurr, 1904, sowie des Turms des 13. Jahrhunderts; mit Ausstattung | D-1-84-130-5           | weitere Bilder |
| Kirchplatz 2, 4, Erich-Zeitler-Straße 1 (Standort)                             | Ehemaliges Wirtschaftsgebäude des Schlosses, sogenanntes Daschanwesen       | Lisenengegliederter Stalltrakt mit großem aufgedoppeltem Tor und dreigeschossigen gegliederten Walmdach-Kopfbauten an den Enden, um 1730 | D-1-84-130-7           | weitere Bilder |
| Kirchplatz 3 (Standort)                                                        | Gasthaus zur Mühle                                                          | Zweigeschossiger Putzbau mit Schopfwalmdach, im Kern wohl 17. Jahrhundert | D-1-84-130-8           | weitere Bilder |
| Mayerbacherstraße (östlich des Goldachhofs) (Standort)                         | Bildstock                                                                   | Zur Erinnerung an einen Flugzeugabsturz, 1918 | D-1-84-130-13          | weitere Bilder |
| Mayerbacherstraße 129, 130, 134, Goldachhof (Standort)                         | Ehemaliger Moosbauerngut, sogenannter Goldachhof                            | Aus mehreren Gebäuden bestehend, um 1900 Gutshaus, zweigeschossiger Massivbau mit Putzgliederung, flachem Satteldach und Krangaube Stallgebäude, ein- und zweigeschossiger massiver Satteldachbau Nebengebäude, zweigeschossiger Satteldachbau mit eingeschossigem Anbau Hofkapelle, quadratischer Bau mit Zeltdach und Dachreiter mit Zwiebelhaube Triebswerk, eingeschossiger Satteldachbau mit technischer Ausstattung, Wehr und künstlich angelegtem Wasserlauf Hofeinfriedung mit Toreinfahrt, Gussstein Gutsallee, die durch die Hofanlage hindurch führt                                                                                       | D-1-84-130-12          | weitere Bilder |
| Mühlenstraße 2 (Standort)                                                      | Ehemaliges Wohnstallhaus, sogenannt Braunmetzger                            | Zweigeschossiger Giebelbau mit Putzgliederungen, schmiedeeisernem Balkon, um 1900 | D-1-84-130-14          | weitere Bilder |
| Mühlenstraße 15 (Standort)                                                     | Ehemaliges Wohnhaus der Seidl-Mühle                                         | Villenartiger zweigeschossiger Massivbau mit Erker, Loggia, Eisenbalkonen und Putzgliederungen, in historisierenden Formen, 1832 | D-1-84-130-15          | weitere Bilder |
| Münchener Straße 83 (Standort)                                                 | Wasserturm                                                                  | In Form eines mittelalterlichen Burgturms, mit Putzgliederung, Erker und Dachreiter, 1913 | D-1-84-130-16          | weitere Bilder |
| Schloßstraße (Standort)                                                        | Kriegerdenkmal zur Erinnerung an den Ersten Weltkrieg                       | Löwenfiguren auf einem Sockel in einer kreisrunden getreppten Anlage, von Richard Riemerschmid, 1923 | D-1-84-130-11          | weitere Bilder |
| Schloßstraße 1, 2, 3 b (Standort)                                              | Ehemaliges Schloss und Fürstbischöfliche Sommerresidenz Ismaning            | Im Kern Anlage des 16. Jahrhunderts: Ehemalige Residenz, jetzt Rathaus, zweigeschossige Dreiflügelanlage mit Mezzanin und Walmdach, auf älterer Grundlage durch Dominik Glasl und Johann Baptist Zimmermann neu errichtet, 1716/18, Umbau im Empirestil für Eugen Beauharnais, Herzog von Leuchtenberg, durch Leo von Klenze, 1816/17; mit Ausstattung Ehemaliger Schlosspark, bereits im 16. Jahrhundert angelegt und durch Friedrich Ludwig von Sckell im englischen Gartenstil umgestaltet, 1807 Schlossgartenmauer mit Parkeinfahrt, 18. Jahrhundert Ehemaliges Tee- und Billardhaus, barocker Gartenpavillon mit flankierenden Anräumen, um 1727 | D-1-84-130-18          | weitere Bilder |
| Distrikt I Untere Isarau (Standort)                                            | Gedenkstein                                                                 | Für die am 21. Mai 1907 bei der Bereisung der Isar verunglückten August Kahn, königlichen Bauamtmann, Anton Spiegel, königlichen Bauamtsassessor, Martin Duxneuner, Schiffer, und Franz Pechler, Schiffer, errichtet zum ehrenden Gedächtnis von der Königlich bairischen Staatsbauverwaltung | D-1-84-130-23 Wikidata | weitere Bilder |
| In der Isarau zwischen Ismaning und Fischerhäuser, südlich vom Schörgenbach () | Grenzstein                                                                  | der ehemals königlichen Forstverwaltung, bezeichnet mit KW (Königlicher Wald), 19. Jahrhundert nicht nachqualifiziert, im Bayerischen Denkmal-Atlas nicht kartiert | D-1-84-130-24 Wikidata |                |
| Kollmannsau (Standort)                                                         | Entfernungssäule                                                            | Steinerner Säulentorso mit später hinzugefügtem eisernem Kreuzaufsatz, um 1818 | D-1-84-130-17 Wikidata | weitere Bilder |